# Amos W. Barber

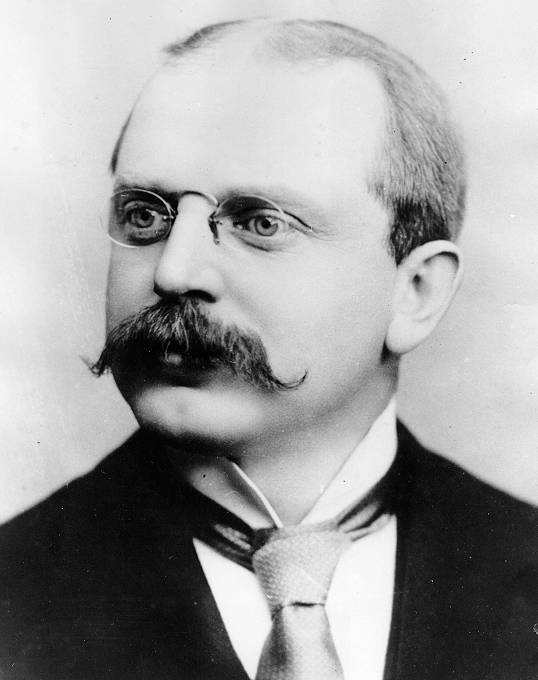
Amos W. Barber

Amos Walker Barber (* 26. April 1861 in Doylestown, Pennsylvania; † 19. Mai 1915 in Cheyenne, Wyoming) war ein US-amerikanischer Politiker der Republikanischen Partei und zweiter Gouverneur des Bundesstaates Wyoming.

## Leben
Nach der Schulausbildung absolvierte Barber Studien der Literatur und Medizin an der University of Pennsylvania. Nach dem Abschluss des Medizinstudiums wurde er 1883 Arzt am Pennsylvania Hospital, ehe er 1885 zum Chirurg am Militärhospital von Fort Fetterman in Wyoming berufen wurde. Nach der Ernennung zum Militärchirurg nahm er von 1885 bis 1886 am Feldzug von General George Crook gegen die Apachen in Arizona teil. Anschließend versah Barber seinen Dienst als Militärarzt in Fort D. A. Russell. Nach dem Ausscheiden aus dem Militärdienst eröffnete er eine Arztpraxis in Cheyenne.
Nach seinem Beitritt zur Republikanischen Partei und der Eingliederung des bisherigen Wyoming-Territoriums als 44. Bundesstaat in die Union wurde Barber im September 1890 zum Secretary of State von Wyoming gewählt. Als solcher war er nach der Wahl von Gouverneur Francis E. Warren zum US-Senator vom 24. November 1890 bis zum 2. Januar 1893 amtierender Gouverneur des Bundesstaates. Nach der Wahl und dem Amtsantritt von John E. Osborne als neuer Gouverneur am 2. Januar 1893 übernahm er wieder die Amtsgeschäfte des Secretary of State und hatte diesen Posten bis Januar 1895 inne.
Während des Spanisch-Amerikanischen Krieges von 1898 war Barber wiederum als Militärarzt tätig. Nach dem Krieg nahm er seine Tätigkeit als Arzt in Cheyenne wieder auf.